# Montreuil-Bonnin

Montreuil-Bonnin este o comună în departamentul Vienne, Franța. În 2009 avea o populație de 652 de locuitori.